# Ketpen
Ketpen (kaz.: Кетпен жотасы, Ketpen żotasy; także: Ұзынқара, Uzynkara; chiń. upr. 乌孙山; chiń. trad. 烏孫山; pinyin Wūsūn Shān; ros.: Кетмень, Kietmień) – pasmo górskie w Tienszanie, na granicy Kazachstanu i Chin. Rozciąga się na długości ok. 300 km, najwyższy szczyt osiąga wysokość 3652 m n.p.m. Zbudowane ze skał efuzywnych i wapieni, miejscami z granitów. Szczyty są płaskie, zbocza strome, porozcinane głębokimi wąwozami. W dolnych partiach przeważa roślinność stepowa. W górnych partiach, przede wszystkim na północnych stokach, występują lasy świerkowe i łąki.